# Ante Brčić
Ante Brčić (Sinj, 9. kolovoza 1968.), hrvatski književnik, po struci diplomirani kriminalist. Rođen je 1968. u Sinju. Završio je osnovnu školu u Gali i Hanu, a srednju u Sinju. Visoku stručnu spremu i stručno zvanje diplomiranoga kriminalista stekao je na Visokoj policijskoj školi u Zagrebu. Objavljena su mu djela: (romani) Devedeset dana od Bleiburga, Ruže na bojnikovu grobu, roman-kronika Kamišari,  Andrijica Šimić, Uskočko gnijezdo – pobjednik je književnog natječaja za najbolji neobjavljeni hrvatski povijesni roman "Knez Trpimir" 2021. te putopis iz Svete zemlje - Hodočašće u Isusovu domovinu.